# Trouessartia niltavae
Trouessartia niltavae este o specie de acarian care aparține genului Trouessartia, familia Trouessartiidae. Specia a fost descrisă în 2018 pe baza unui exemplar mascul capturat în pădurea subtropicală din India.